# Transformers: Super-God Masterforce
Transformers: Super-God Masterforce (トランスフォーマー 超神マスターフォース Toransufōmā: Chōjin Masutāfōsu?)  es una línea japonesa de juguetes y series de anime de Transformers que se desarrolló del 12 de abril de 1988 al 7 de marzo de 1989 durante 42 episodios. El 3 de julio de 2006, la serie se lanzó en DVD en el Reino Unido, y se emitió en AnimeCentral en el Reino Unido unos años más tarde. En 2008, Madman Entertainment lanzó la serie en DVD en Australia en la Región 4, formato PAL. El 1 de mayo de 2012, la serie fue lanzada en DVD en los Estados Unidos.

## Historia
El concepto central de Masterforce comienza con los propios seres humanos levantándose para luchar y defender su hogar, en lugar de que los Transformadores alienígenas lo hagan por ellos. Yendo de la mano con esta idea, las encarnaciones japonesas de los Autobot Pretenders en realidad se reducen para pasar a los seres humanos normales, cuyas emociones y fortalezas valoran y desean proteger. Los Decepticon Pretendders tienden a seguir siendo grandes monstruos, a menos que luchen en sus formas de robot. Más tarde, los niños y los adultos serían reclutados para convertirse en Directores Juniors tanto para los Autobots como para los Decepticons, pero a medida que avanzaba la historia, la historia se enfoca más en los Godmasters (lanzados como Powermasters en el Oeste) y se convirtieron en los Transformers más poderosos del programa. Los Godmasters mismos son seres humanos con la capacidad de fusionarse con sus Transtectores (cuerpos de robot). La mayoría de los Godmasters serían adultos, con la excepción de Clouder, que tiene aproximadamente la misma edad que los Junior Headmasters. Más tarde aparecerían otros personajes, como Black Zarak, que luego se fusionaría con el líder Decepticons; Devil Z para la batalla final y para los Autobots llega Grand Maximus que tiene un disfraz de Pretendiente y es el hermano menor de Fortress Maximus. También los Firecons hacen una breve aparición en un episodio y un robot que se transforma en un arma (similar a G1 Megatron) fue entregado a Cancer De the Headmaster Junior Decepticons como un regalo de Lady Mega. Se llamaba Browning (o BM en el doblaje). Los Decepticons también tenían los Targetmaster Seacons bajo su mando, pero al igual que los Pretenders, eran robots inteligentes y no requerían humanos para operarlos. Los Autobots también obtendrían la ayuda de otro robot inteligente llamado Sixknight (o como se le conoce fuera de Japón; Quickswitch), que apareció en la Tierra como un guerrero viajero que quería desafiar a Ginrai (quien es el Godmaster del cuerpo de Optimus Prime) a una batalla, pero pronto decidió por sí mismo luchar por la causa de los Autobots. La historia básicamente cuenta los esfuerzos de las heroicas fuerzas de Autobot mientras protegen la Tierra de los Decepticons. Solo que esta vez, los personajes humanos jugaron un papel más importante que en otras series de Transformers.

## Desarrollo
Con la conclusión de la serie de dibujos animados Transformers de EE. UU. En 1987, Japón produjo su primera serie de anime exclusiva, Transformers: The Headmasters, para reemplazar la cuarta y última temporada de EE. UU. Y llevar a cabo los conceptos de la historia que comenzaron en The Transformers: The Movie y continuaron hasta la tercera temporada, usando el elenco existente y agregando los Headmasters del mismo nombre a la mezcla. Con la finalización de la serie, los malvados Decepticons finalmente fueron expulsados de la Tierra, y el escenario estaba listo para el comienzo de Super-God Masterforce.
Aunque nominalmente ocurre en la misma continuidad que la serie anterior de Transformers, hubo un esfuerzo muy obvio por parte del escritor principal Masumi Kaneda para hacer de Masterforce un "nuevo comienzo" como una historia mecha, presentando un elenco completamente nuevo de personajes desde cero, en lugar de usando cualquiera de los anteriores. Con este fin, aunque los juguetes son en su mayoría los mismos en Japón y en Occidente (salvo algunos esquemas de color diferentes), los personajes que representan son muy diferentes; lo más destacado, la contraparte de Powermaster Optimus Prime es Ginrai, un camionero humano que se combina con un transtector (un cuerpo de Transformador no sensible, un concepto sacado de Headmasters) para convertirse en un Transformador, lo mismo se aplica a las contrapartes de los otros Powermasters; Los amos de Dios. Las cifras de Pretender publicadas durante ese año fueron las mismas, pero en Masterforce los pretendientes de Autobot se disfrazan de humanos de tamaño normal que pueden usar ropa normal en lugar de ser humanos gigantes con armadura como en los cómics contemporáneos de Marvel.
Sin embargo, el intento de comenzar de nuevo con Masterforce da lugar a algunas peculiaridades de continuidad, como que la tecnología de la Tierra se retrata como contemporánea, en lugar de futurista como en 2010 y Headmasters, y algunos personajes no son conscientes de lo que son los Transformers, a pesar de que han sido figuras públicas por más de dos décadas. Del mismo modo, el programa nunca proporcionó al espectador toda la historia de fondo: dentro de los 42 episodios principales de la serie, nunca se explican aspectos importantes como lo que es el verdadero villano, Devil Z o quién es BlackZarak. Incluso el marco temporal del programa nunca se reveló, ya que la serie tuvo lugar una cantidad indeterminada de tiempo después de Headmasters. La mayoría de estos hechos se revelarían más tarde en programas de video hechos a medida y otros medios, incluido un episodio de Secretos especiales donde Goh y Grand Maximus explicarían y revelarían varias curiosidades sobre el programa.

## Adaptaciones
La serie fue doblada al inglés en Hong Kong por la compañía de doblaje; Omni Productions, para su transmisión en el canal de televisión de Malasia, RTM1 junto con Headmasters y la siguiente serie, Victory. Sin embargo, estos doblajes son más famosos por su tiempo en el canal satelital de Singapur, Star TV, donde se agruparon bajo el título general de "Transformers Takara", y a todos se les dio la secuencia de apertura de Victory. Más tarde adquiridos por el creador de la serie animada de US Transformers, Sunbow Productions, se les otorgaron créditos de cierre en inglés (incluso incluyendo el tema de English Transformers), pero nunca se ha lanzado ningún lanzamiento oficial en los EE. UU., Debido a su mala calidad. Realizado por un pequeño grupo (menos de media docena de actores), los doblajes presentan muchos nombres incorrectos y traducciones sin sentido; en el caso de Masterforce, especialmente, todos los nombres equivalentes en inglés se utilizan para los personajes, por lo que serie, el claramente humano Ginrai se conoce como "Optimus Prime", y la niña rubia llamada Minerva se conoce con el nombre inapropiado "Nightbeat".
En 2006, la serie completa se lanzó en la Región 2 con el audio japonés con subtítulos (aunque, como Shout! Factory, no contiene el doblaje en inglés). Por el grito! Lanzamiento de fábrica, los Cybertrons todavía se conocen como Autobots y los Destrons todavía se conocen como Decepticons, y muchos de los personajes reciben los nombres de los lanzamientos estadounidenses de sus juguetes.
Una adaptación en manga de doce capítulos de este anime fue escrita por Masami Kaneda e ilustrada por Ban Magami.

## Canciones
- Aperturas

1. ""Super-God Masterforce Theme" (超神マスターフォースのテーマ Chōjin Masutāfōsu no Tēma?)
  - 12 de abril de 1988 - 7 de marzo de 1989
  - Letrista: Machiko Ryu / Compositor: Masahiro Kawasaki / Arreglista: Masahiro Kawasaki / Arreglista de cuerdas: Tomoyuki Asakawa / Cantantes: Toshiya Igarashi
  - Episodios: 1-47

- Finales

1. "Let's Go! Transformers" (燃えろ！トランスフォーマー Moero! Toransufōmā?)
  - 12 de abril de 1988 - 7 de marzo de 1989
  - Letrista: Machiko Ryu / Compositor: Masahiro Kawasaki / Arreglista: Masahiro Kawasaki / Arreglista de cuerdas: Tomoyuki Asakawa / Cantantes: Toshiya Igarashi, Mori no Ki Jido Gassho-dan
  - Episodios: 1-47

- Canciones de inserto

1. ""Miracle Transformers" (奇跡のトランスフォーマー Kiseki no Toransufōmā?)
  - 13 de septiembre de 1988, 1 de noviembre de 1988, 15 de noviembre de 1988, 6 de diciembre de 1988
  - Letrista: Machiko Ryu / Compositor: Masahiro Kawasaki / Arreglista: Masahiro Kawasaki / Cantantes: Toshiya Igarashi
  - Episodios: 20, 27, 29, 32
2. "Advance! Super-God Masterforce" (進め！超神マスターフォース Susume! Chōjin Masutāfōsu?)
  - 27 de septiembre de 1988, 8 de noviembre de 1988
  - Letrista: Machiko Ryu / Compositor: Masahiro Kawasaki / Arreglista: Masahiro Kawasaki / Cantantes: Toshiya Igarashi
  - Episodios: 22, 28
3. "WE BELIEVE TOMORROW"
  - 13 de diciembre de 1988, 28 de febrero de 1989
  - Letrista: Machiko Ryu / Compositor: Komune Negishi / Arreglista: Kimio Nomura / Cantantes: Toshiya Igarashi
  - Episodios: 33, 42
4. ""Super Ginrai Theme" (スーパージンライのテーマ Sūpā Jinrai no Tēma?)
  - Letrista: Machiko Ryu / Compositor: Komune Negishi / Arreglista: Katsunori Ishida / Cantantes: Toshiya Igarashi
  - Episodios: 34, 39
5. "Transform! Godmaster" (変身！ゴッドマスター Henshin! Goddomasutā?)
  - Letrista: Machiko Ryu / Compositor: Masahiro Kawasaki / Arreglista: Kimio Nomura / Cantantes: Toshiya Igarashi
  - Episodios: Ninguno
6. "Small Warrior: Headmaster Jr Theme" (小さな勇士～ヘッドマスターJrのテーマ～ Chīsana Yūshi: Heddomasutā Junia no Tēma?)
  - Letrista: Kayoko Fuyusha / Compositor: Komune Negishi / Arreglista: Katsunori Ishida / Cantantes: Yumi Toma, Hiroko Emori, Yuriko Yamamoto
  - Episodios: Ninguno
7. "See See Seacons" (See See シーコンズ Sī Sī Shīkonzu?)
  - Letrista: Kayoko Fuyusha / Compositor: Komune Negishi / Arreglista: Katsunori Ishida / Cantantes: Masato Hirano
  - Episodios: Ninguno
8. "Ruler of the Universe: Devil Z" (宇宙の支配者･デビルＺ Uchū no Shihaisha: Debiru Zetto?)
  - Letrista: Machiko Ryu / Compositor: Komune Negishi / Arreglista: Katsunori Ishida / Cantantes: Toshiya Igarashi
  - Episodios: Ninguno

## Episodios
| Temporada | Temporada | Nombre      | Episodios | Japón               | Japón                 | Singapur (Omni)    | Singapur (Omni)     | Latinoamérica (algunos países) | Latinoamérica (algunos países) |
| Temporada | Temporada | Nombre      | Episodios | Estreno             | Final                 | Estreno            | Final               | Estreno                        | Final                          |
| --------- | --------- | ----------- | --------- | ------------------- | --------------------- | ------------------ | ------------------- | ------------------------------ | ------------------------------ |
|           | 1         | Temporada 1 | 42 (+5)   | 12 de abril de 1988 | 28 de febrero de 1989 | 27 de mayo de 1990 | 14 de abril de 1991 | 90s                            | 90s                            |